# 해군 해난구조전대
해군 해난구조전대(海難救助隊, Sea Salvage & Rescue Unit (SSU))는 대한민국 해군의 해난구조 전문 특수부대이다.  특수전전단 예하 300명으로 이루어져 있는 이 부대는 해난구조, 혹은 항공구조 또는 항만 부근 장애물 제거 임수를 수행한다.

## 편제
해난구조전대(SSU)
- 구조작전대대
  - 제1구조작전대(진해)
  - 제2구조작전대(진해)
  - 제3구조작전대(진해)
  - 제4구조작전대(진해)
  - 제5구조작전대(진해)
  - 제6구조작전대(동해 제1함대)
  - 제7구조작전대(평택 제2함대)
  - 제8구조작전대(목포 제3함대)
- 근무지원대대(진해)

- 해난구조교육훈련대대(진해) - 해군특수전전단 교육훈련전대 예하에 편제.

잠수함구조함인 청해진함(ASR 21), 수상함구조함인 통영함(ATS 31), 광양함(ATS 32)이 해난구조전대 소속이다.

## 역사
1950년 9월 '해상공작대'라는 이름으로 창설되었다. 이후 1955년 해난구조대로 명칭을 변경하였다. 1998년 동해에서 조선인민군의 잠수정에 대한 나포와 인양 작업에 참가하였다. 1999년, 남해 조선인민군 반잠수정 인양 과정, 2002년 제2연평해전에서 침몰한 참수리 357호 인양 작업에도 참여하였다. 2010년 천안함 피격 사건에는 150여명의 인원을 투입하였다.
2018년 9월 1일 해난구조전대로 승격되었다.

## 같이 보기
- 해양구난(영어판)
- 감압실(영어판)
- 직업잠수(영어판)
- 다이빙벨

## 대중매체
- 강제규 (감독); 김해곤 (시나리오) (2003). 《블루》.

## 참고
1. ↑  홍석재; 권혁철 (2010년 3월 30일). “함미 진입시도 번번이 실패…합참 "금 간 곳에 산소주입"”. 한겨레. 2010년 3월 30일에 확인함.

- 〈수요기획: 지옥훈련, 84일간의 기록-SSU 해난구조대〉. 《다큐공감》. 535 $2. 한국방송공사. 2012년 9월 15일.